# Pfarrhaus (Altenrüthen)

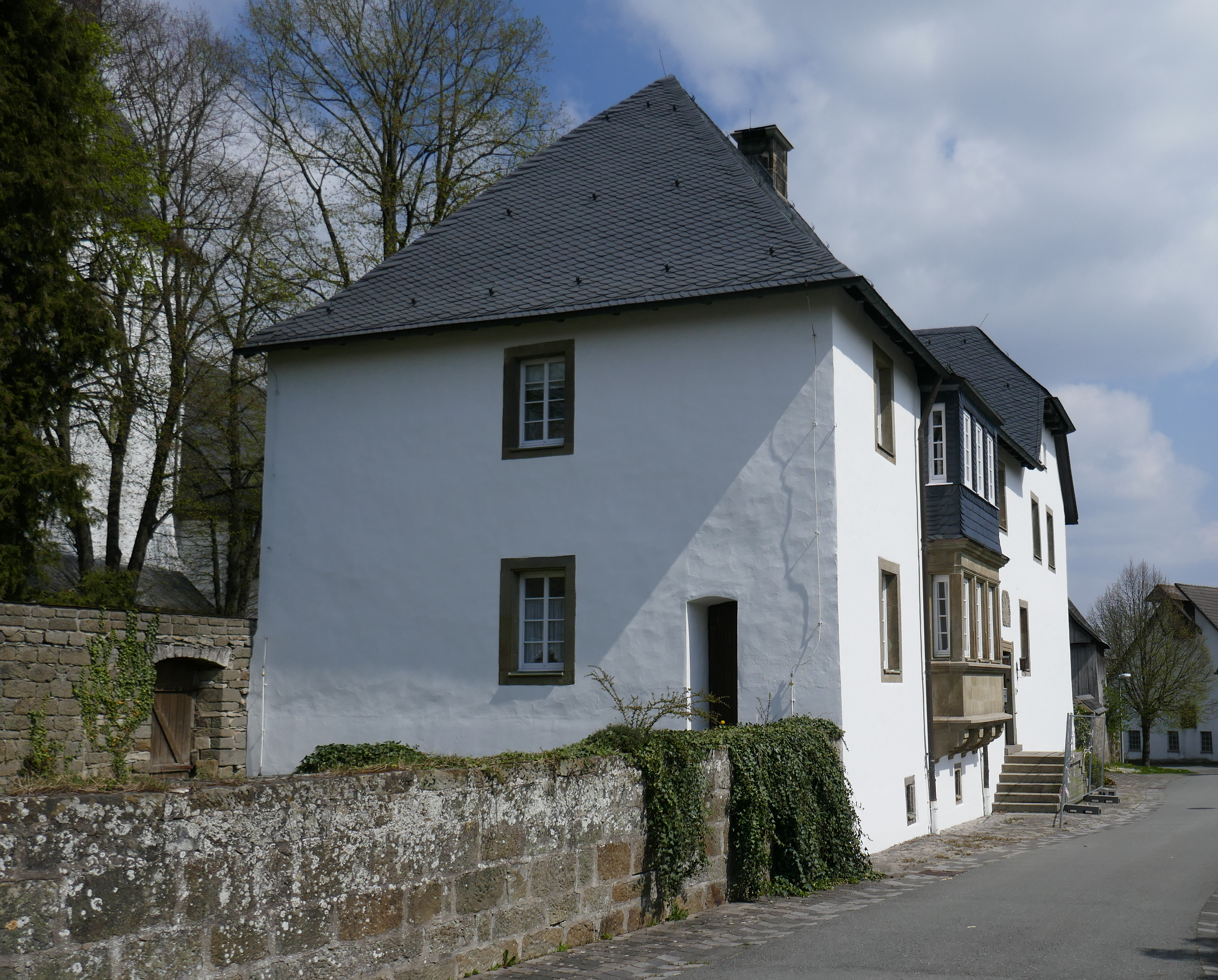
Traufenhaus, Straßenansicht

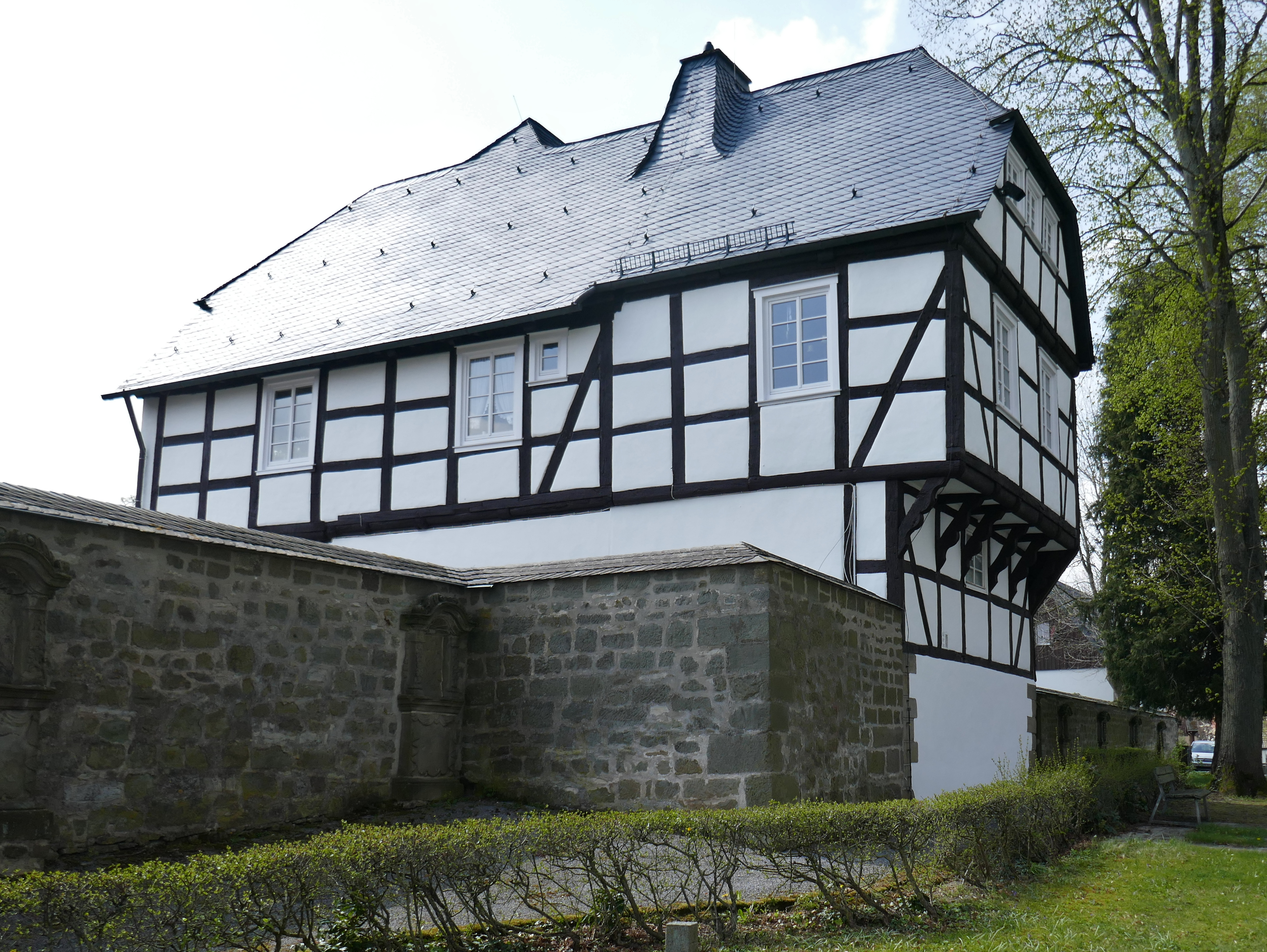
Giebelhaus, Ansicht vom Friedhof

Das Pfarrhaus in der Stefanusstraße 9 ist ein denkmalgeschütztes Profangebäude in Altenrüthen, einem Stadtteil von Rüthen im Kreis Soest (Nordrhein-Westfalen).

## Geschichte und Architektur
Die stattliche Barockanlage steht südlich der Kirche St. Gervasius und St. Protasius. Sie besteht aus dem Giebel- und Traufenhaus mit Walmdach und einem zweigeschossigen Erker, der mit 1645 bezeichnet ist. Über dem Portal ist ein Tatzenkreuzwappen angebracht. Seitlich davon steht das Giebelhaus mit einem Fachwerkaufsatz des 18. Jahrhunderts. Das Obergeschoss mit einem Knüppelwalmdach kragt vor. Bemerkenswert im Inneren sind das Treppenhaus, die Holzbalkendecke und ein Kamineinbau mit Grafschafter Wappen. Die Kreuzwegreliefs der Sieben Fußfälle an der Friedhofsmauer stammten aus der Zeit um 1700. Das Haus wurde 1964 umfangreich renoviert.

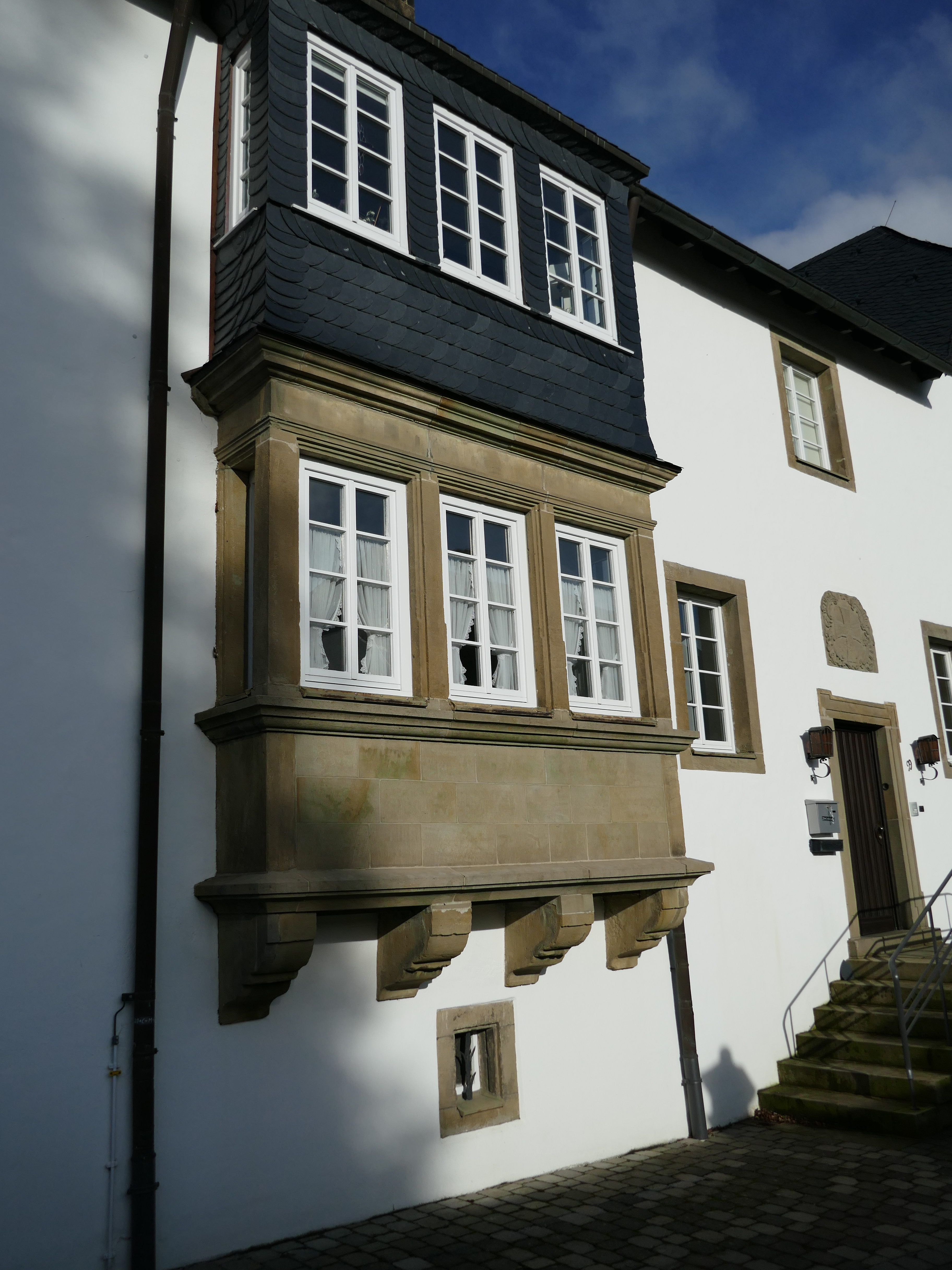
Erker
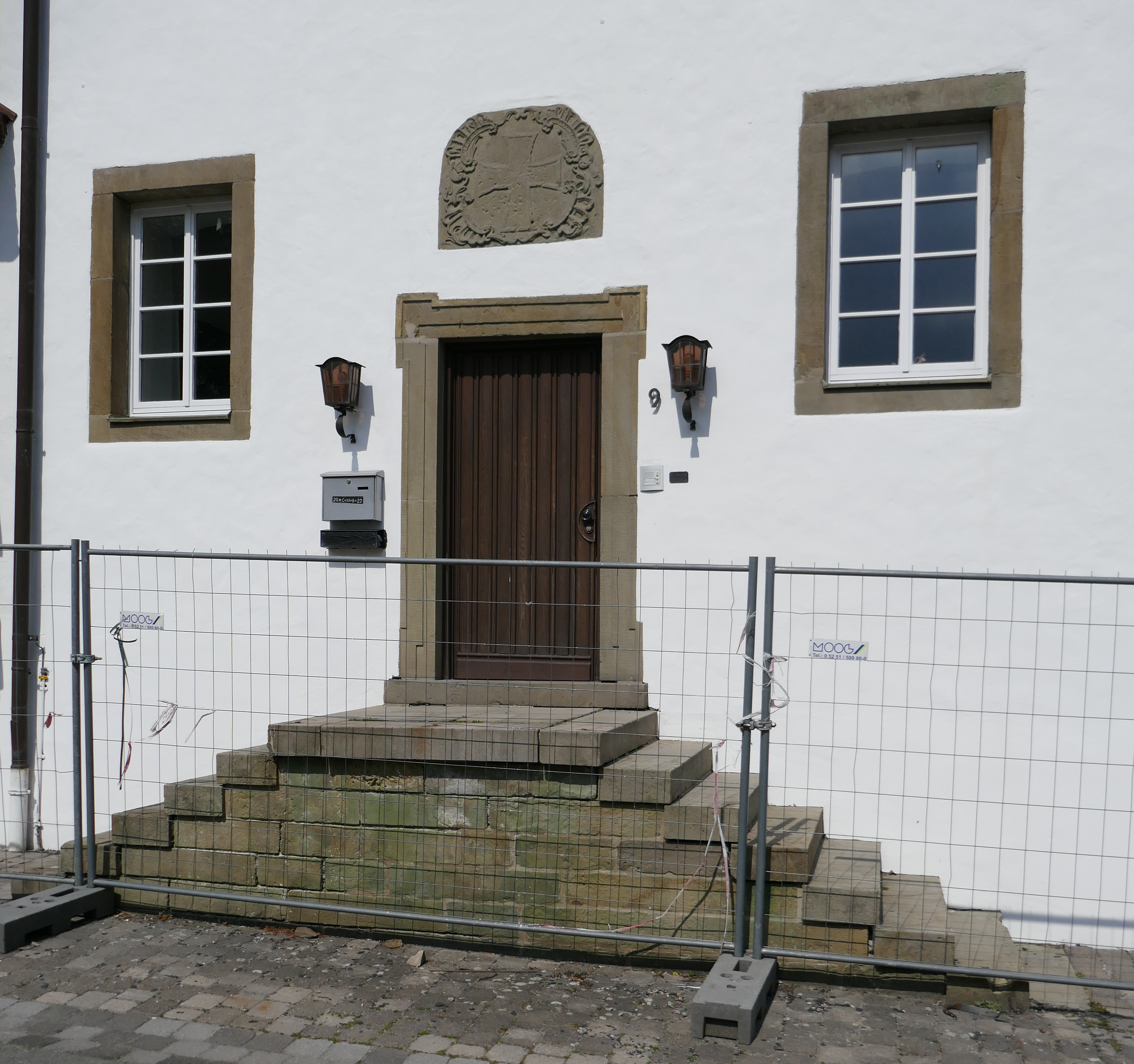
Portal